# Cygnus NG-10
Cygnus NG-10, precedentemente conosciuta come CRS OA-10E, è stata una missione spaziale privata di rifornimento per la Stazione spaziale internazionale, programmata da Northrop Grumman per la NASA nell'ambito del programma Commercial Resupply Services, e decollata il 17 novembre 2018.
Il vettore utilizzato è stato un Antares 230, il quale ha portato in orbita il veicolo cargo Cygnus, costituito in questo caso dalla capsula S.S. John Young, comprendente il modulo per immagazzinamento pressurizzato costruito da un partner industriale di Orbital ATK, la Thales Alenia Space.
La Cygnus NG-10 è stata l'undicesima missione orbitale del veicolo spaziale Cygnus, la decima delle quali avente come cliente la NASA. Cygnus NG-10 faceva parte, in particolare, di un prolungamento del contratto Commercial Resupply Services, che prevedeva inizialmente una serie di otto missioni commissionate alla Orbital dalla NASA e che con questo prolungamento era stato portato a comprendere dieci missioni (la lettera "E" alla fine del precedente nome sta infatti a indicare la parola "Extension"). Il cambio del nome fu dovuto al fatto che la Northrop Grumman comprò la Orbital nel giugno 2018, ribattezzando l'azienda come Northrop Grumman Innovation Systems.

## Modulo di servizio

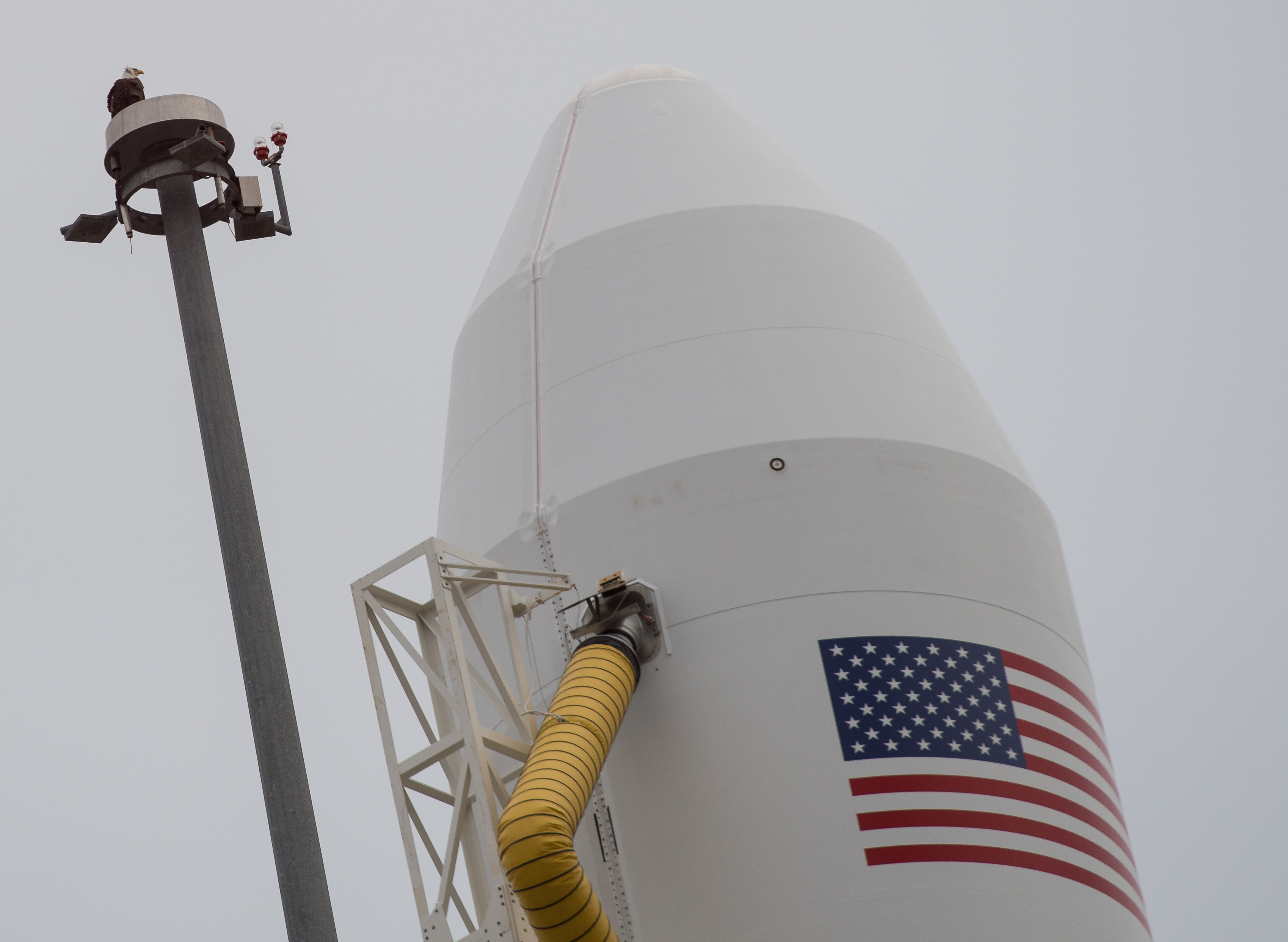
Un'aquila di mare testabianca appollaiata su una torre di illuminazione vicina al vettore Antares 230 recante a bordo la navetta Cygnus per la missione NG-10, fotografata il 14 novembre 2018.

La missione Cygnus NG-10 è stata effettuata con una navetta Cygnus, in particolare con una versione di dimensioni maggiori, versione utilizzata qui per la settima volta.
Come da tradizione della Orbital ATK, il modulo è stato battezzato S.S. John Young, in onore di John Watts Young, nono uomo a porre il suo piede sulla Luna e unico americano ad aver volato con i moduli spaziali Gemini, Apollo e Space Shuttle, morto il 5 gennaio 2018 all'età di 87 anni.

## Lancio e svolgimento della missione

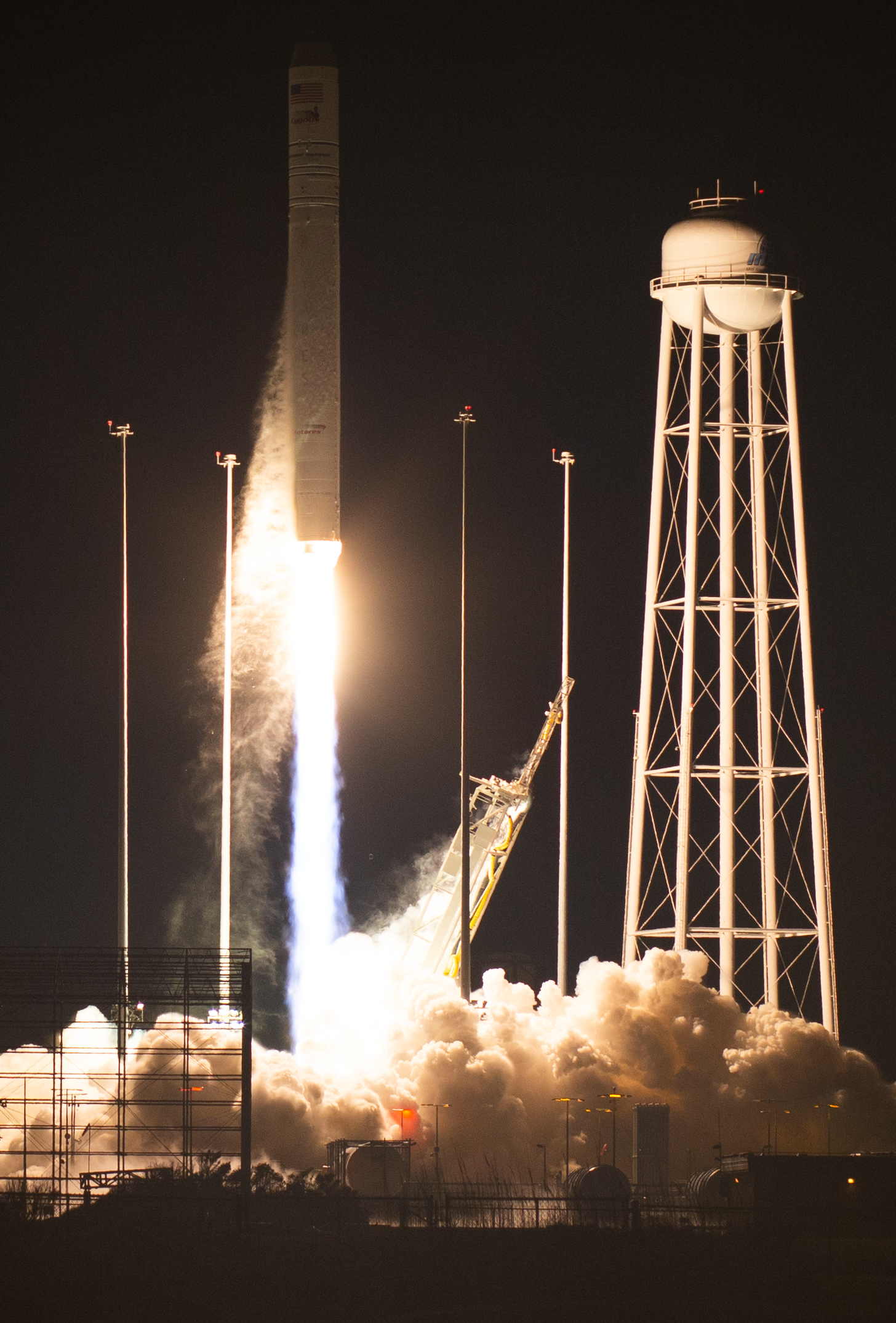
Il lancio del razzo Antares con a bordo la missione Cygnus NG-10.

Dopo essere stata rimandata sia il 15 che il 16 novembre per motivi legati al maltempo, la missione è infine partita il 17 novembre 2018, alle 9:01:31 UTC, a bordo di un Antares 230 decollato dal sito di lancio numero 0 del Mid-Atlantic Regional Spaceport.
Il 19 novembre 2018 il modulo Cygnus, con a bordo la capsula pressurizzata per immagazzinamento costruita dalla Thales Alenia Space, ha raggiunto la ISS e ha iniziato a condurre una serie di manovre per regolare la propria velocità, altitudine e orientazione con quella della stazione spaziale. Dopo aver raggiunto il punto di cattura, alle 10:28 UTC il veicolo è stato preso dal Canadarm2, comandato dall'astronauta statunitense Serena Auñón-Chancellor, e infine, alle 12:31 UTC, è stato agganciato al modulo Unity.
Il modulo Cygnus della missione è rimasto agganciato alla ISS per circa 81 giorni. Il distacco è avvenuto la mattina dell'8 febbraio 2019 e il veicolo è stato liberato dal Canadarm2, stavolta comandato dall'astronauta statunitense Anne McClain, alle 11:16 UTC dello stesso giorno. Dopo una serie di manovre atte ad allontanarlo dalla stazione spaziale, il Cygnus ha effettuato un'accensione di pochi minuti in previsione dell'inizio della seconda fase della sua missione, che consisteva nell'immissione in orbita di alcuni piccoli satelliti, e quindi del suo rientro in atmosfera, avvenuto il 25 febbraio 2019 alle 09:05 UTC.

## Carico
La missione NG-10 ha portato in orbita un carico totale di 3.350 kg di materiale. Questo includeva 3.273 kg di materiale pressurizzato destinato all'interno della Stazione Spaziale Internazionale e 77 kg di carico non pressurizzato costituito da un lanciatore di satelliti CubeSat della NanoRacks, il NanoRacks CubeSat Deployer, due satelliti CubeSat, messi in orbita con il sopraccitato dispositivo dopo il distacco del modulo Cygnus dalla ISS, e da un lanciatore di nuova concezione chiamato KickSat-2 corredato da 100 satelliti miniaturizzati, definiti "femtosatelliti", che lo stesso avrebbe poi messo in orbita a un'altezza di circa 325 km.
In particolare il carico era così composto:
- Carico destinato all'interno della ISS:
  - Esperimenti scientifici: 1.044 kg
  - Rifornimenti per l'equipaggio: 1.141 kg
  - Hardware per la stazione spaziale: 942 kg
  - Equipaggiamenti per le attività extraveicolari: 31 kg
  - Risorse informatiche: 115 kg
- NanoRacks CubeSat Deployer (NRCSD), due satelliti CubeSat, un lanciatore KickSat-2 contenente 100 femtosatelliti: 77 kg

I due satelliti CubeSat messi in orbita sono stati il MySat-1, un CubeSat realizzato da venti studenti dell'Università Khalifa di Abu Dhabi, e il CHEFSat, realizzato dallo United States Naval Research Laboratory.